# Klein glaskruid
Klein glaskruid (Parietaria judaica) is een plantensoort uit de brandnetelfamilie (Urticaceae).

## Determinatie
Klein glaskruid is een vaste, kruidachtige plant die een hoogte bereikt van 10–60 cm. Ze heeft een liggende of opstijgende, gevulde, meestal sterk vertakte stengel. Op de stengels, de bladnerven en onderkant van de bladeren zitten roze of rode haren. De eironde bladeren zijn 2–5 cm lang en hebben een korte, spitse top.
De soort is tweehuizig. Ze bloeit van mei tot oktober met witte of roze bloemen, die in dichte groepjes bij elkaar zitten. De schutblaadjes zijn aan de voet vergroeid. De vrucht is een 1–1,4 mm lang nootje met een mierenbroodje.

### Gelijkende taxa
Klein glaskruid lijkt op groot glaskruid (Parietaria officinalis). Groot glaskruid heeft echter een holle stengel; de stengel van klein glaskruid is gevuld.

## Ecologie
Klein glaskruid komt vooral voor op stenige standplaatsen. Ze groeit vooral in de voegen van eutrofe, kalkrijke, oude muren. Ook langs muurvoeten wordt ze veel aangetroffen. Het is een typische stadsplant. Soms is de soort ook onder heggen te vinden. Zowel de stengel als de bloempjes blijven gemakkelijk kleven, wat de verspreiding bevordert.

### Syntaxonomie
In de syntaxonomie staat klein glaskruid te boek als kensoort voor het verbond van klein glaskruid (Parietarion judaicae).

## Verspreiding
De soort heeft zich verspreid vanuit het Middellandse Zeegebied en de Europese westkust. In Noord-Amerika is de soort ingeburgerd en wordt aldaar als onkruid beschouwd. 
De plant komt algemeen voor in Zuid-Europa en vanaf de Romeinse tijd is hij ook in noordelijker streken te vinden. In Nederland en Vlaanderen is de plant zeldzaam tot zeer zeldzaam. In Nederland is klein glaskruid vanaf 1 januari 2017 niet meer wettelijk beschermd. De grens van aanwezigheid in Nederland werd lang gevormd door de lijn Amsterdam–Deventer maar heeft de neiging naar het noorden op te schuiven.

## Bijzonderheden
Klein glaskruid dankt haar naam aan het feit dat ze vroeger werd gebruikt om glas en metaal te poetsen; de plant is om die reden ook wel gekweekt. Het stuifmeel bevat sterke allergenen en kan daardoor een allergische reactie veroorzaken.